# Sitio de Mézières
El sitio de Mézières tuvo lugar entre agosto y septiembre de 1521. El ejército imperial sitió la ciudad (ahora parte de Charleville-Mézières), que fue defendida por tropas francesas bajo el mando del Pierre Terraill de Bayard y Anne de Montmorency. El sitio fue infructuoso, y la decidida resistencia francesa dio tiempo a Francisco I para concentrar sus fuerzas contra Carlos V.
- Datos: Q7879248